# Gymnosporia orbiculata
Gymnosporia orbiculata är en benvedsväxtart som först beskrevs av Wu Zheng-yi, S.J.Pei och Y.H.Li, och fick sitt nu gällande namn av Q.R.Liu och Funston. Gymnosporia orbiculata ingår i släktet Gymnosporia och familjen Celastraceae. Inga underarter finns listade.